# Танцующий лес
«Танцу́ющий лес» — участок хвойного леса, расположенный на 37-м километре Куршской косы (Калининградская область, Россия), который отличается наклонёнными и изогнутыми стволами произрастающих там сосен. Является местной туристической достопримечательностью, входит в состав национального парка.
Данный лес был посажен в 1961 году на дюне Круглой в окрестностях поселка Рыбачий для укрепления песков Куршской косы. В отличие от большинства дюн косы, тянущихся вдоль берега Куршского залива, отдельно находящаяся дюна Круглая располагается на плоской лесистой равнине, располагающейся между Балтийском морем и заливом. 
Мнения ботаников о причинах возникновения в этом лесу искривления стволов сосен разнятся. Называют особенности геомагнитных полей, сильный ветер в разных направлениях, повреждение молодых сосен гусеницами бабочки побеговьюна зимующего (Rhyacionia buoliana). Гусеницы повреждают сосновые побеги, поедая развивающиеся верхушечные и, в меньшей степени, боковые почки. После уничтожения верхушечной почки происходит дальнейший рост дерева за счёт боковой почки в качестве основной. Вследствие этого при дальнейшем росте происходит деформация ствола, и дерево приобретает необычную форму. Гусеницами побеговьюна повреждаются преимущественно молодые сосны в возрасте 5—20 лет (чаще всего около 10 лет). Оптимальными условиями для вредителя являются сосновые молодняки, особенно растущие на почвах с недостатком грунтовой воды, бедных питательными веществами. Именно такие условия имеются на Куршской косе.
Неконтролируемый наплыв туристов в это место приводит к гибели деревьев. Ради фотографий туристы залезают на сосны, часто не выдерживающие их веса, при этом повреждают кору деревьев или же сдирают её на память.